# Conus spiculum
Conus spiculum é uma espécie de gastrópode do gênero Conus, pertencente a família Conidae.